# Jehuda Cresques
Jehuda Cresques (1350?-1410), en catalán Jafudà Cresques o Jaume Ribes (Riba en español), también conocido como Cresques el joven, fue un cartógrafo mallorquín judío-converso. 

## Biografía
Nació en Mallorca, que formaba parte de la Corona de Aragón. Su padre fue el notable ilustrador y autor de brújulas y cartas náuticas Cresques Abraham, judío de cultura románica. Su madre, llamada Settedar, era de una familia judía de cultura árabe.
Jehuda gozó desde 1380 del privilegio de "familiar real", que ya disfrutaba su padre y que le autorizaba por ejemplo a portar espada y a no tener que llevar el redondel rojo distintivo de judío en sus ropas. Se casó hacia 1376 con una mujer llamada Dolça, a la que solicitó repudiar en 1381 porque no le había dado descendencia.
Junto con  su padre, realizó en 1382 un mapamundi para el rey Pedro IV de Aragón y en 1387, tras la muerte de su padre, se encargó de completar otro mapamundi encargado por el rey Juan I. También se ha especulado que fuese coautor, con su padre, del famoso Atlas Catalán de 1375. Fue maestro de otro autor de cartas náuticas judío, Samuel Corcós.
Se convirtió al cristianismo junto con su madre Settedar (de nombre cristiano Anna), su hermana Astruga (de nombre cristiano Francesca) y su esposa (que no cambió de nombre) durante las persecuciones antijudías de 1391, adoptando entonces el nombre de Jaume Riba (Jacobus Ribus, en latín). Su ex-aprendiz también se convirtió, pasando a llamarse Mecia de Viladestes.
Se sabe que Cresques murió antes de 1410 porque un documento de ese año menciona a su mujer Dolça como viuda.

## ¿Jacome de Mallorca?
El infante Enrique de Portugal (1394 - 1460) hizo venir a su reino a a un tal Mestre Jacome de Malhorca, autor de instrumentos náuticos y experto en navegación, para que enseñara su arte a los portugueses. Varios historiadores, primero Gabriel Llabrés  y sobre todo el catalán Gonzalo de Reparaz, han identificado a este Mestre Jacome con Jacobus Ribus (nombre cristiano de Jehuda Cresques). Sin embargo, la investigación posterior de Riera i Sans ha probado que Jehuda Cresques falleció antes de 1410, por lo que debe tratarse de dos personas diferentes.